# Eousdryosaurus
Eousdryosaurus nanohallucis is een plantenetende ornithischische dinosauriër, behorend tot de Euornithopoda, die tijdens het late Jura leefde in het gebied van het huidige Portugal.

## Vondst en naamgeving
In 1999 werd er bij Porto das Barcas, Lourinhã, door een amateurpaleontoloog het skelet gevonden van een kleine euornithopode. Dit werd voorlopig beschreven in 2000. Het kreeg de bijnaam "Manuelino".
De typesoort Eousdryosaurus nanohallucis is in 2014 benoemd en beschreven door Fernando Escaso, Francisco Ortega, Pedro Dantas, Elisabete Malafaia, Bruno Silva, José Gasulla, Pedro Mocho, Iván Narváez en José Luiz Sanz. De geslachtsnaam combineert het Oudgrieks ἠώς, èoos, "dageraad", met de naam van de verwant Dryosaurus als verwijzing naar het feit dat het nieuwe taxon in een oostelijker positie werd gevonden, aan de overzijde van de zich toen net vormende Atlantische Oceaan. De soortaanduiding komt van het Latijnse nanus, "dwerg", en hallus (Neolatijn hallux), "grote teen", en verwijst naar de kleine eerste teen.
Het fossiel, holotype SHN(JJS)-170, is gevonden in de Praia da Amoreira-Porto Novo-afzetting van de Camadas de Alcobaça, een geologische formatie die dateert uit het bovenste Kimmeridgien, ongeveer 155 miljoen jaar oud. Het bestaat uit een gedeeltelijk skelet zonder schedel. Bewaard zijn gebleven: de achterste sacrale wervel, de eerste acht staartwervels, zes chevrons, een linkerdarmbeen, de linkerachterpoot en het rechterdijbeen. Het skelet is in verband gevonden. De preservering van de botten is goed. Het fossiel maakt deel uit van de collectie van de Sociedade de História Natural.

## Beschrijving
Eousdryosaurus is een kleine tweevoetige planteneter met een geschatte lichaamslengte van 1,6 meter. Het rechterdijbeen heeft een lengte van 188,5 millimeter en het linkerscheenbeen van twintig centimeter.
De beschrijvers wisten enkele onderscheidende kenmerken vast te stellen. Sommige daarvan waren autapomorfieën, unieke afgeleide eigenschappen. De doornuitsteeksels van de allervoorste staartwervels hebben aan hun voorrand een klein doornvormig uitsteeksel. In de onderrand van het achterblad van het darmbeen bevindt zich een extreem brede groeve voor de aanhechting van de Musculus caudofemoralis brevis die naar beneden en binnen gericht is. Het sprongbeen heeft een opvallend driehoekig uitsteeksel aan de achterste binnenzijde dat de voorzijde afdekt. Het hielbeen heeft een sterk ontwikkeld naar boven gericht uitsteeksel met een afgeronde bovenrand. Het binnenste onderste enkelbeen wordt gevormd door een vergroeiing van het onderste eerste en tweede tarsale waarbij de beennaad zichtbaar blijft. Bij het vijfde middenvoetsbeen wordt op het midden van de schacht het vlak naar de onderste punt onderbroken door een stompe verheffing. De formule voor de teenkootjes is 1-3-4-5-0, waarbij de klauw van de eerste teen extreem gereduceerd, verticaal afgeplat, langwerpig en gepunt is.
Daarnaast is er een unieke combinatie van op zich niet unieke eigenschappen. Op het dijbeen is de trochanter minor van de trochanter major gescheiden door een diepe kloof. De bovenkanten van de trochanter minor en de trochanter major liggen op dezelfde hoogte. Op de achterzijde van het dijbeen is de verruwing voor de aanhechting van de pees van de Musculus caudofemoralis longus gescheiden van de vierde trochanter. De voorste groeve tussen de onderste gewrichtsknobbels van het dijbeen is breed en ondiep. Het contactfacet op het hielbeen voor het kuitbeen ligt op dezelfde hoogte als de buitenste onderste verdikking van het scheenbeen. Bij het derde middenvoetsbeen ontbreekt een inkeping in de hoek tussen het achtervlak en het buitenste zijvlak. Het bovenvlak van het vierde middenvoetsbeen heeft aan de binnenzijde geen duidelijke naar voren of achteren gerichte hoeken. Het bovenvlak van het eerste kootje van de tweede teen loopt niet uit in een naar binnen en beneden gericht uitsteeksel. Zo'n uitsteeksel bevindt zich echter wel aan het bovenvlak van het eerste kootje van de vierde teen.
De zeer brede groeve voor de aanhechting van de Musculus caudofemoralis brevis komt ook bij Dryosaurus voor maar is daar meer verticaal gericht. De formule van de teenkootjes is 1-3-4-5-0 net als bij meer afgeleide euornithopoden; de overeenkomst zou een geval zijn van parallelle evolutie. Van de eerste teen is dus een teenkootje verloren gegaan. Het overblijvende kootje is daarbij zeer klein, niet meer dan een vormeloos beenpuntje, Ook het eerste middenvoetsbeen is rudimentair, met maar een kwart van de lengte van het tweede middenvoetsbeen.

## Fylogenie
Eousdryosaurus is in de Dryosauridae geplaatst en daarmee de eerste dryosauride die uit Portugal bekend is. Een typisch dryosauride kenmerk is de hoge plaatsing van de vierde trochanter, welk uitsteeksel op het dijbeen daarbij duidelijk gescheiden is van de verruwing voor de aanhechting van de Musculus caudofemoralis longus, de retractorspier van de staart, die zich op de binnenzijde van het dijbeen bevindt. Een kladistische analyse wist de precieze positie van Eousdryosaurus niet goed te bepalen; hij vormt een "kam" of polytomie met Callovosaurus, Dryosaurus en Kangnasaurus in de basis van de Dryosauridae; de meer afgeleide soorten vormen een klade die Dysalotosaurus, Valdosaurus en Elrhazosaurus omvat.